# 埃拉托斯塞奈斯 (雅典)
埃拉托斯塞奈斯（雅典）（英語：Eratosthenes (statesman)），古希腊政治人物，公元前5世纪后期人。公元前411年的寡头，并成为三十僭主之一。三十僭主垮台（公元前403年）后，演说家吕西亚斯指控他谋杀，但被宣判无罪。